# Kloster Karea

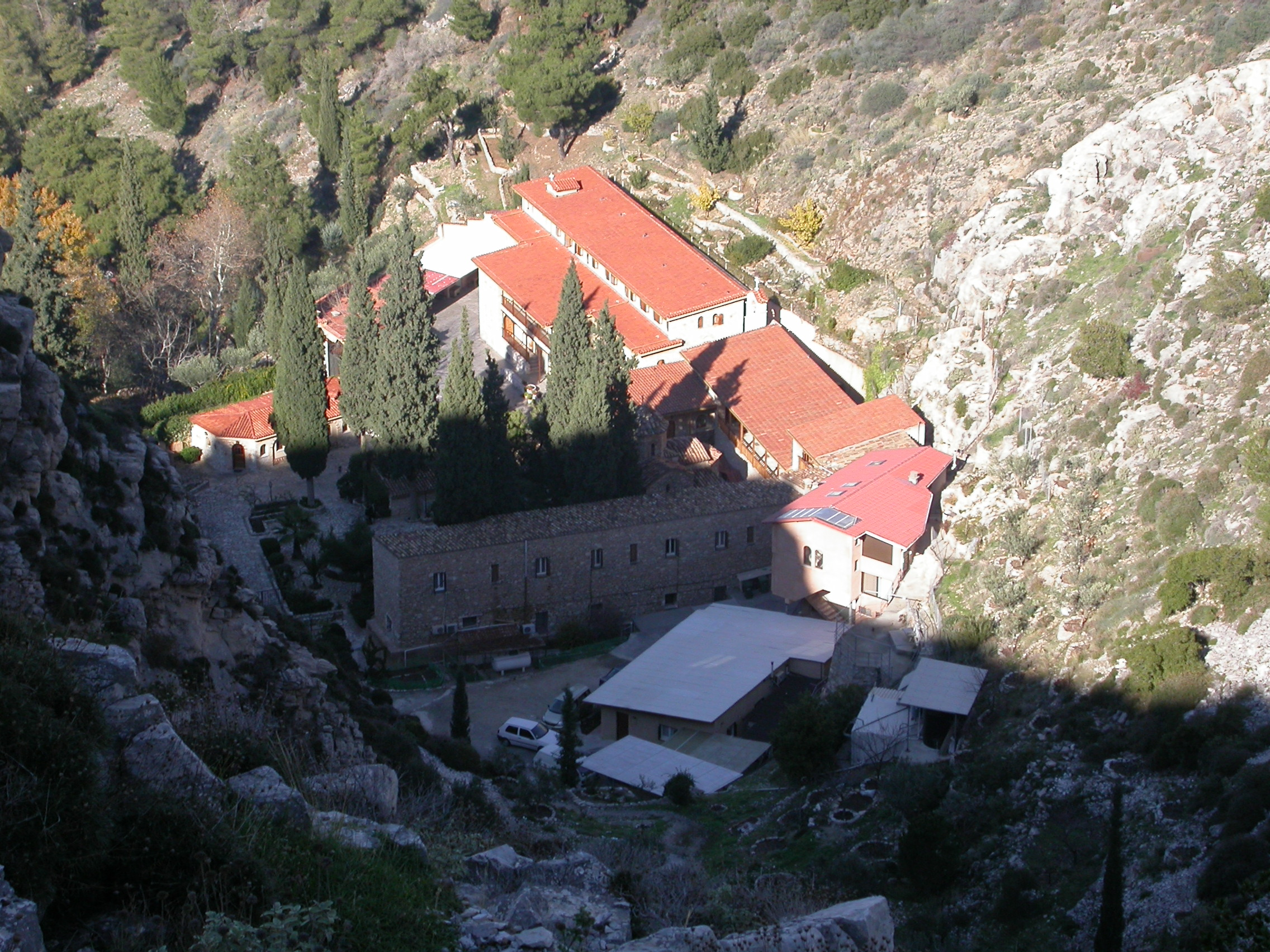

Das Kloster Timios Prodromos Karea (griechisch Μονή Τιμίου Προδρόμου Καρέα ‚Kloster des wahren Vorläufers [d. i.  Johannes der Täufer] in Karea‘, kurz Kloster Karea) ist ein Kloster aus byzantinischer Zeit in Attika.
Das Kloster findet sich am Westhang des Ymittos, in der Nähe des Steinbruchs von Karea, im Gemeindegebiet von Vyronas.
Die Gründung geht wahrscheinlich bis auf das 4. Jahrhundert zurück, was man aus dem Vorhandensein eines Grabsteins mit der Inschrift "Nikagoris Diakonissis" (ΝΕΙΚΑΓΟΡΗC ΔΙΑΚΟΝΙCCΗΣ) schließen kann. Ursprünglich war das Kloster dem Patriarchen unterstellt und trug den Namen Johannes des Täufers (Αγίου Ιωάννη του βαπτιστή), wurde jedoch um 1673 aufgegeben. Die erste Erwähnung erfolgte 1575, als das Kloster wahrscheinlich erneuert wurde. Zum Besitz gehörte das Petraki-Kloster in Athen.
Die Kirche (Katholikon) ist in Kreuzform mit einer Kuppel erbaut, die auf vier Säulen ruht. Sie wurde wahrscheinlich im letzten Viertel des 11. Jahrhunderts errichtet. Von den Wandmalereien sind nur Spuren in der Prothesis erhalten geblieben. Im Fußboden der Kirche ist rechterhand eine alte Inschrift erhalten, die vielleicht von einem vorchristlichen Haus stammt.